# Rhytidodus nobilis
Rhytidodus nobilis är en insektsart som beskrevs av Franz Xaver Fieber 1868. Rhytidodus nobilis ingår i släktet Rhytidodus och familjen dvärgstritar. Inga underarter finns listade i Catalogue of Life.